# Silvia Sicouri
Silvia Sicouri (Genova, 27 settembre 1987) è una velista italiana.
Nel 2016 ha partecipato ai Giochi olimpici di Rio de Janeiro nel Nacra 17 misto con Vittorio Bissaro, piazzandosi in quinta posizione, perdendo una medaglia olimpica per un grave errore tattico nella regata finale dopo una settimana positiva nonostante la rottura di un foil. I due velisti, entrambi ingegneri, si sono guadagnati il nomignolo di "ingegneri volanti" data la capacità di "volare" del Nacra 17 con i C foil e la loro notorietà dovuta ai risultati raggiunti durante il quadriennio 2012-2016.